# Euryhelmis squamula
Euryhelmis squamula är en plattmaskart. Euryhelmis squamula ingår i släktet Euryhelmis och familjen Heterophyidae. Inga underarter finns listade i Catalogue of Life.